# Taguatinga
Taguatinga – region administracyjny w Dystrykcie Federalnym w Brazylii. W 2011 roku liczył 243 575 mieszkańców.
Dziś Taguatinga uważana jest za gospodarczą stolicę Dystrykcie Federalnym.